# Comparettia peruvioides
Comparettia peruvioides là một loài thực vật có hoa trong họ Lan. Loài này được M.W.Chase & N.H.Williams mô tả khoa học đầu tiên năm 2008.